# Live (álbum de Alice in Chains)
Live es un álbum lanzado el año 2000 por Columbia Records, un año después de haber lanzado el compilatorio Music Bank, y es la primera compilación de temas en vivo de la banda, mucho después de la grabación del Unplugged.

### Recepción
El álbum recibió críticas generalmente positivas de la mayoría de los críticos, Greg Prato de Allmusic escribió en su reseña del álbum »Su sonido desafinado y cuentos del lado oscuro son aún más siniestras y cautivantes en el escenario de los conciertos, como lo demuestra este conjunto de 14 canciones».

## Lista de temas
1. «Bleed the Freak» (22 de diciembre de 1990, Moore Theatre, Seattle, WA) - 4:34
2. «Queen of the Rodeo» (5 de noviembre de 1990, Dallas, TX) - 4:40
3. «Angry Chair» (2 de marzo de 1993, Glasgow Barrowland, Glasgow, UK) - 4:23
4. «Man in the Box» (2 de marzo de 1993, Glasgow Barrowland, Glasgow, UK) - 5:00
5. «Love, Hate, Love» (2 de marzo de 1993, Glasgow Barrowland, Glasgow, UK) - 7:50
6. «Rooster» (2 de marzo de 1993, Glasgow Barrowland, Glasgow, UK) - 6:55
7. «Would?» (2 de marzo de 1993, Glasgow Barrowland, Glasgow, UK) - 3:52
8. «Junkhead» (2 de marzo de 1993, Glasgow Barrowland, Glasgow, UK) - 5:22
9. «Dirt» (24 de octubre de 1993, Nagoya, Japón) - 5:25
10. «Them Bones» (2 de julio de 1996, Kiel Center, St. Louis, MO) - 2:40
11. «God Am» (2 de julio de 1996, Kiel Center, St. Louis, MO) -  4:00
12. «Again» (2 de julio de 1996, Kiel Center, St. Louis, MO) - 4:25
13. «A Little Bitter» (3 de julio de 1996, Kemper Arena, Kansas City, MO) - 3:53
14. «Dam That River» (3 de julio de 1996, Kemper Arena, Kansas City, MO) - 3:34

- Datos: Q1768447